# موهان كومار رجا
موهان كومار رجا (بالإنجليزية: Mohan Kumar Raja)‏ هو منافس ألعاب قوى هندي، ولد في 14 ديسمبر 1996 في تشيناي في الهند.